# Laholmskeramik
Laholmskeramik kallas den keramik som är tillverkad i Laholm i södra Halland. Laholm är en av landets viktigaste krukmakarstäder. Det fanns god tillgång på fin krukmakarlera längs Lagans stränder och flera stora marknadsplatser runt om staden gjorde att krukmakarna fick god avsättning för sina varor. 

## Historia
Redan under medeltiden fanns det krukmakare i Laholm. Ett av de mest intressanta föremålen inom svenskt krukmakeri finns på Nordiska museet i Stockholm. Det är ett signerat, stort fat av Axel Nielsen märkt "1690 4 augustus".
Under 1700-talet tillverkades många ståtliga så kallade tuppafat i Laholm. Det är stora, flata eller djupa fat och skålar med dekor av en liten fågel.
1800-talets mest namnkunniga krukmakare var bröderna Hasselberg med verkstad intill kyrkan, i korsningen Krukmakaregränd-Kyrkogatan. Från 1894 arrenderade Julius Nilsson från Simrishamn som tidigare verkat bland annat i Ängelholm och Köpenhamn Hasselbergs gamla verkstad innan han 1897 köpte Jöns Christian Boséns verkstad bredvid Hasselbergs. Nilsson kallade sig själv "Pottelerius". Han dog 1924 och något av det sista han gjorde var en koboltblå förningskruka, en så kallad barselpotta (från danska barsel, egentligen barns-øl).
Nilsson efterträddes av Anders Larsson från Gävle. Vid hans död 1931 tog sonen Olof Larsson över verkstaden.
Olof Larsson var endast 18 år vid faderns frånfälle. Han arbetade ofta tillsammans med sin bror Nils och de grundade firman "Bröderna Larsson". I början av 1945 kom en ung formgivare, Jane Wålstedt, direkt från Konstfackskolan i Stockholm. Hon tillförde nya dekorer och typer av glasyrer. Företaget "Firma Laholmskeramik" bildades 1945 och en ny fabrik uppfördes i Sofiero och stod färdig 1946. Under Jane Wålstedts tid lanserades tennglaserad kärl vid fabriken, ofta dekorerade med målade blommor i ljusa färger. Då den danska formgivaren Kirsten Sejer-Pedersen anställdes vid fabriken 1950 togs en mer geometrisk stil upp i produktionen. En kort tid var även Irma Claesson Yourstone anställd vid fabriken. Olof och Nils Larsson var ledare för fabriken fram till 1949, därefter ledde Olof och Margit Larsson företaget. De överlät det på 1970-talet till dottern Christin Larsson och hennes man Nils-Olof Nilsson. Efter 1980 drevs firman i liten skala på Krukmakargränd. Kurt Larsson drev mellan 1985 och omkring 2000 en mindre verkstad under namnet Laholmskeramik. Bland dekoratörerna vid fabriken märks Ulla Sahlé-Sönnerstam som var konstnärlig rådgivare 1953–1959, Berit Davidsson, Ingela Hansson och Karin Olofsson.
Sedan Jane Wålstedt 1950 slutat att arbeta hos Olof Larsson och tillsammans med Nils Larsson öppnade hon verkstaden "Jani-Keramik" på Krukmakargränd 8. I samma hus fanns 1993–2003 det privata "Keramikmuseet i Laholm". Museet ägdes av Staffan Nordin och Christina Lindvall-Nordin som senare flyttade från orten. Samlingarna köptes av Laholms kommun och sedan mars 2008 visas delar av samlingarna i Laholms Keramikmuseum som är inrymt i Teckningsmuseet på Hästtorget.